# 五碘化磷
五碘化磷是一种无机化合物，化学式为PI
5。自20世纪早期来，这种化合物断断续续地被宣称存在。不像较轻的五溴化磷、五氯化磷和五氟化磷，它没有三角双锥分子构型。它是双原子碘(I2)和三碘化磷 (PI3)形成的加合物。 五碘化磷在稍高温度立即分解。它可以由碱金属碘化物和溶解在碘甲烷中的五氯化磷反应来制备。